# Janailhac
Janailhac è un comune francese di 482 abitanti situato nel dipartimento dell'Alta Vienne nella regione della Nuova Aquitania.
Nel suo territorio comunale vi sono le sorgenti dell'Isle, affluente della Dordogna.

## Società

### Evoluzione demografica
Abitanti censiti